# Interlands Zwitsers voetbalelftal 1920-1929
Deze pagina toont een gedetailleerd overzicht van de interlands die het Zwitsers voetbalelftal speelt en heeft gespeeld in de periode 1920 – 1929.

## Interlands

### 1920
|                                                                         |             |                                     |           |                                                                                   |
| 29 februari Vriendschappelijk № 30 «onderlinge duels» 15:00 uur (UTC+2) | Zwitserland | 0 – 2                               | Frankrijk | Parc des Sports, Genève Toeschouwers: 15.000 Scheidsrechter: Giovanni Mauro (ITA) |
| 29 februari Vriendschappelijk № 30 «onderlinge duels» 15:00 uur (UTC+2) |             | 43' Jules Dewaquez 78' Paul Nicolas |           | Parc des Sports, Genève Toeschouwers: 15.000 Scheidsrechter: Giovanni Mauro (ITA) |

|                                                                  |                                                    |       |        |                                                                                    |
| 28 maart Vriendschappelijk № 31 «onderlinge duels» 15:00 (UTC+1) | Zwitserland                                        | 3 – 0 | Italië | Sportplatz Kirchenfeld, Bern Toeschouwers: 8.000 Scheidsrechter: Job Mutters (NED) |
| 28 maart Vriendschappelijk № 31 «onderlinge duels» 15:00 (UTC+1) | Oskar Merkt 11' Georges Kramer 59' Oskar Merkt 70' |       |        | Sportplatz Kirchenfeld, Bern Toeschouwers: 8.000 Scheidsrechter: Job Mutters (NED) |

|                                                                    |                                    |       |                   |                                                                                 |
| 16 mei Vriendschappelijk № 32 «onderlinge duels» 15:00 uur (UTC+1) | Zwitserland                        | 2 – 1 | Nederland         | Stadion Landhof, Basel Toeschouwers: 7.000 Scheidsrechter: Giovanni Mauro (ITA) |
| 16 mei Vriendschappelijk № 32 «onderlinge duels» 15:00 uur (UTC+1) | Kurt Friedrich 68' Oskar Merkt 70' |       | 40' Jan de Natris | Stadion Landhof, Basel Toeschouwers: 7.000 Scheidsrechter: Giovanni Mauro (ITA) |

|                                                                    |        |                       |             |                                                                                       |
| 6 juni Vriendschappelijk № 33 «onderlinge duels» 18:00 uur (UTC+1) | Zweden | 0 – 1                 | Zwitserland | Olympisch Stadion, Stockholm Toeschouwers: 12.000 Scheidsrechter: Willem Eymers (NED) |
| 6 juni Vriendschappelijk № 33 «onderlinge duels» 18:00 uur (UTC+1) |        | 82' Frédéric Martenet |             | Olympisch Stadion, Stockholm Toeschouwers: 12.000 Scheidsrechter: Willem Eymers (NED) |

|                                                                     |                                                                         |       |                 |                                                                                     |
| 27 juni Vriendschappelijk № 34 «onderlinge duels» 15:00 uur (UTC+1) | Zwitserland                                                             | 4 – 1 | Duitsland       | Sportplatz Utogrund, Zürich Toeschouwers: 8.000 Scheidsrechter: László Bálint (HUN) |
| 27 juni Vriendschappelijk № 34 «onderlinge duels» 15:00 uur (UTC+1) | Karl Meyer 19' Karl Meyer 38' Robert Afflerbach 50' Rudolf Ramseyer 77' |       | 79' Adolf Jäger | Sportplatz Utogrund, Zürich Toeschouwers: 8.000 Scheidsrechter: László Bálint (HUN) |

### 1921
|                                                                  |                                          |       |                 |                                                                                            |
| 28 maart Vriendschappelijk № 35 «onderlinge duels» 15:00 (UTC+1) | Italië                                   | 2 – 1 | Zwitserland     | Campo di viale Lombardia, Milaan Toeschouwers: 12.000 Scheidsrechter: Marcel Slawick (FRA) |
| 28 maart Vriendschappelijk № 35 «onderlinge duels» 15:00 (UTC+1) | Enrico Migliavacca 5' Luigi Cevenini 58' |       | 14' Ugo Fontana | Campo di viale Lombardia, Milaan Toeschouwers: 12.000 Scheidsrechter: Marcel Slawick (FRA) |

|                                                                         |                                    |       |             |                                                                                            |
| 28 maart Vriendschappelijk № 36 «onderlinge duels» 14:30 uur (UTC+0:20) | Nederland                          | 2 – 0 | Zwitserland | Het Oude Stadion, Amsterdam Toeschouwers: 28.000 Scheidsrechter: Hagbard Vestergaard (DEN) |
| 28 maart Vriendschappelijk № 36 «onderlinge duels» 14:30 uur (UTC+0:20) | Boelie Kessler 2' Wim Gupffert 15' |       |             | Het Oude Stadion, Amsterdam Toeschouwers: 28.000 Scheidsrechter: Hagbard Vestergaard (DEN) |

|                                                                   |                                  |       |                                      |                                                                                 |
| 1 mei Vriendschappelijk № 37 «onderlinge duels» 15:00 uur (UTC+1) | Zwitserland                      | 2 – 2 | Oostenrijk                           | Espenmoos, Sankt Gallen Toeschouwers: 8.000 Scheidsrechter: Carl Koppehel (GER) |
| 1 mei Vriendschappelijk № 37 «onderlinge duels» 15:00 uur (UTC+1) | Max Brand 46' Kurt Friedrich 75' |       | 52' Richard Kuthan 63' Karl Neubauer | Espenmoos, Sankt Gallen Toeschouwers: 8.000 Scheidsrechter: Carl Koppehel (GER) |

|                                                                    |                  |       |                         |                                                                               |
| 6 november Vriendschappelijk № 38 «onderlinge duels» 15:00 (UTC+1) | Zwitserland      | 1 – 1 | Italië                  | Parc des Sports, Genève Toeschouwers: 12.000 Scheidsrechter: Hugo Meisl (AUT) |
| 6 november Vriendschappelijk № 38 «onderlinge duels» 15:00 (UTC+1) | Robert Pache 56' |       | 10' Giovanni Moscardini | Parc des Sports, Genève Toeschouwers: 12.000 Scheidsrechter: Hugo Meisl (AUT) |

### 1922
|                                                                      |                                         |       |                                        |                                                                                       |
| 26 maart Vriendschappelijk № 39 «onderlinge duels» 16:00 uur (UTC+1) | Duitsland                               | 2 – 2 | Zwitserland                            | Stadion am Riederwald, Frankfurt Toeschouwers: 35.000 Scheidsrechter: Wolf Boas (NED) |
| 26 maart Vriendschappelijk № 39 «onderlinge duels» 16:00 uur (UTC+1) | Andreas Franz 26' Leonhard Seiderer 34' |       | 72' Paolo Sturzenegger 86' Oskar Merkt | Stadion am Riederwald, Frankfurt Toeschouwers: 35.000 Scheidsrechter: Wolf Boas (NED) |

|                                                                     | |       |                   |                                                                                 |
| 11 juni Vriendschappelijk № 40 «onderlinge duels» 17:00 uur (UTC+1) | Oostenrijk | 7 – 1 | Zwitserland       | Hohe Wartestadion, Wenen Toeschouwers: 50.000 Scheidsrechter: Job Mutters (NED) |
| 11 juni Vriendschappelijk № 40 «onderlinge duels» 17:00 uur (UTC+1) | Josef Uridil 17' Josef Uridil 27' Josef Uridil 29' Richard Kuthan 30' Richard Kuthan 57' Adolf Fischera 58' Adolf Fischera 89' |       | 23' Albert Leiber | Hohe Wartestadion, Wenen Toeschouwers: 50.000 Scheidsrechter: Job Mutters (NED) |

|                                                                     |                 |       |                 |                                                                                   |
| 15 juni Vriendschappelijk № 41 «onderlinge duels» 18:00 uur (UTC+1) | Hongarije       | 1 – 1 | Zwitserland     | Üllői út, Boedapest Toeschouwers: 15.000 Scheidsrechter: Heinrich Retschury (AUT) |
| 15 juni Vriendschappelijk № 41 «onderlinge duels» 18:00 uur (UTC+1) | Zoltán Blum 63' |       | 19' Oskar Merkt | Üllői út, Boedapest Toeschouwers: 15.000 Scheidsrechter: Heinrich Retschury (AUT) |

|                                                                     |                                                                                       |       |           |                                                                                    |
| 19 november Vriendschappelijk № 42 «onderlinge duels» 14:30 (UTC+1) | Zwitserland                                                                           | 5 – 0 | Nederland | Sportplatz Spitalacker, Bern Toeschouwers: 12.000 Scheidsrechter: Hugo Meisl (AUT) |
| 19 november Vriendschappelijk № 42 «onderlinge duels» 14:30 (UTC+1) | Max Abegglen 10' Robert Pache 15' Albert Leiber 58' Max Abegglen 65' Max Abegglen 87' |       |           | Sportplatz Spitalacker, Bern Toeschouwers: 12.000 Scheidsrechter: Hugo Meisl (AUT) |

|                                                                    |                                       |       |                                      |                                                                                      |
| 3 december Vriendschappelijk № 43 «onderlinge duels» 14:30 (UTC+1) | Italië                                | 2 – 2 | Zwitserland                          | Motovelodromo, Bologna Toeschouwers: 25.000 Scheidsrechter: Heinrich Retschury (AUT) |
| 3 december Vriendschappelijk № 43 «onderlinge duels» 14:30 (UTC+1) | Luigi Cevenini 10' Luigi Cevenini 30' |       | 58' Robert Pache 85' Rudolf Ramseyer | Motovelodromo, Bologna Toeschouwers: 25.000 Scheidsrechter: Heinrich Retschury (AUT) |

### 1923
|                                                                        |                                   |       |            |                                                                                   |
| 21 januari Vriendschappelijk № 44 «onderlinge duels» 14:30 uur (UTC+1) | Zwitserland                       | 2 – 0 | Oostenrijk | Parc des Sports, Genève Toeschouwers: 12.000 Scheidsrechter: Giovanni Mauro (ITA) |
| 21 januari Vriendschappelijk № 44 «onderlinge duels» 14:30 uur (UTC+1) | Robert Pache 44' Robert Pache 57' |       |            | Parc des Sports, Genève Toeschouwers: 12.000 Scheidsrechter: Giovanni Mauro (ITA) |

|                                                                      |                  |       | |                                                                                  |
| 11 maart Vriendschappelijk № 45 «onderlinge duels» 15:00 uur (UTC+1) | Zwitserland      | 1 – 6 | Hongarije                                                                                              | Stade Olympique, Lausanne Toeschouwers: 15.000 Scheidsrechter: Job Mutters (NED) |
| 11 maart Vriendschappelijk № 45 «onderlinge duels» 15:00 uur (UTC+1) | Max Abegglen 75' |       | 4' György Molnár 55' György Orth 57' György Molnár 63' Ferenc Hirzer 65' Ferenc Hirzer 77' György Orth | Stade Olympique, Lausanne Toeschouwers: 15.000 Scheidsrechter: Job Mutters (NED) |

|                                                                  |                                    |       |                                             |                                                                                           |
| 22 april Vriendschappelijk № 46 «onderlinge duels» 15:00 (UTC+1) | Frankrijk                          | 2 – 2 | Zwitserland                                 | Stade Général Pershing, Parijs Toeschouwers: 20.000 Scheidsrechter: William Musther (ENG) |
| 22 april Vriendschappelijk № 46 «onderlinge duels» 15:00 (UTC+1) | Raymond Dubly 37' Paul Nicolas 61' |       | 17' Robert Afflerbach 27' Robert Afflerbach | Stade Général Pershing, Parijs Toeschouwers: 20.000 Scheidsrechter: William Musther (ENG) |

|                                                                    |                  |       |                                    |                                                                                        |
| 3 juni Vriendschappelijk № 47 «onderlinge duels» 15:00 uur (UTC+1) | Zwitserland      | 1 – 2 | Duitsland                          | Schützenmatte Stadion, Bazel Toeschouwers: 17.000 Scheidsrechter: Giovanni Mauro (ITA) |
| 3 juni Vriendschappelijk № 47 «onderlinge duels» 15:00 uur (UTC+1) | Robert Pache 86' |       | 3' Carl Hartmann 71' Carl Hartmann | Schützenmatte Stadion, Bazel Toeschouwers: 17.000 Scheidsrechter: Giovanni Mauro (ITA) |

|                                                                 |                                                                 |       |                                   |                                                                                          |
| 17 juni Vriendschappelijk № 48 «onderlinge duels» 13:00 (UTC+1) | Denemarken                                                      | 3 – 2 | Zwitserland                       | Københavns Idrætspark, Kopenhagen Toeschouwers: 25.000 Scheidsrechter: David Asson (ENG) |
| 17 juni Vriendschappelijk № 48 «onderlinge duels» 13:00 (UTC+1) | Alf Olsen 20' Steen Blicher 56' (pen.) Steen Blicher 76' (pen.) |       | 80' Robert Pache 87' Max Abegglen | Københavns Idrætspark, Kopenhagen Toeschouwers: 25.000 Scheidsrechter: David Asson (ENG) |

|                                                                 |                                     |       |                                             |                                                                                                 |
| 21 juni Vriendschappelijk № 49 «onderlinge duels» 19:30 (UTC+1) | Noorwegen                           | 2 – 2 | Zwitserland                                 | Gressbanen ved Holmen i Aker, Kristiania Toeschouwers: 10.000 Scheidsrechter: John Fowler (ENG) |
| 21 juni Vriendschappelijk № 49 «onderlinge duels» 19:30 (UTC+1) | Finn Berstad 62' Bjarne Johnsen 68' |       | 38' Robert Afflerbach 40' Arnold Charpillod | Gressbanen ved Holmen i Aker, Kristiania Toeschouwers: 10.000 Scheidsrechter: John Fowler (ENG) |

|                                                                            |                                                                |       |                      |                                                                                           |
| 25 november Vriendschappelijk № 50 «onderlinge duels» 14:00 uur (UTC+0:20) | Nederland                                                      | 4 – 1 | Zwitserland          | Het Oude Stadion, Amsterdam Toeschouwers: 25.000 Scheidsrechter: Heinrich Retschury (AUT) |
| 25 november Vriendschappelijk № 50 «onderlinge duels» 14:00 uur (UTC+0:20) | Dick Sigmond 28' Rat Verlegh 34' Rat Verlegh 46' Peer Krom 87' |       | 82' Paul De Lavallaz | Het Oude Stadion, Amsterdam Toeschouwers: 25.000 Scheidsrechter: Heinrich Retschury (AUT) |

### 1924
|                                                                  |                                                      |       |           |                                                                                   |
| 23 maart Vriendschappelijk № 51 «onderlinge duels» 15:00 (UTC+1) | Zwitserland                                          | 3 – 0 | Frankrijk | Parc des Sports, Genève Toeschouwers: 15.000 Scheidsrechter: Umberto Meazza (ITA) |
| 23 maart Vriendschappelijk № 51 «onderlinge duels» 15:00 (UTC+1) | Edmond Kramer 8' Walter Dietrich 9' Robert Pache 60' |       |           | Parc des Sports, Genève Toeschouwers: 15.000 Scheidsrechter: Umberto Meazza (ITA) |

|                                                                      |                                     |       |            |                                                                               |
| 21 april Vriendschappelijk № 52 «onderlinge duels» 15:00 uur (UTC+1) | Zwitserland                         | 2 – 0 | Denemarken | Stadion Landhof, Basel Toeschouwers: 15.000 Scheidsrechter: Job Mutters (NED) |
| 21 april Vriendschappelijk № 52 «onderlinge duels» 15:00 uur (UTC+1) | Walter Dietrich 3' Max Abegglen 42' |       |            | Stadion Landhof, Basel Toeschouwers: 15.000 Scheidsrechter: Job Mutters (NED) |

|                                                                    |                                                                                    |       |                                          |                                                                                      |
| 18 mei Vriendschappelijk № 53 «onderlinge duels» 15:00 uur (UTC+1) | Zwitserland                                                                        | 4 – 2 | Hongarije                                | Sportplatz Förrlibuck, Zürich Toeschouwers: 18.000 Scheidsrechter: John Fowler (ENG) |
| 18 mei Vriendschappelijk № 53 «onderlinge duels» 15:00 uur (UTC+1) | Max Abegglen 20' Paolo Sturzenegger 32' Walter Dietrich 47' Paolo Sturzenegger 54' |       | 66' (pen.) József Braun 72' Zoltán Opata | Sportplatz Förrlibuck, Zürich Toeschouwers: 18.000 Scheidsrechter: John Fowler (ENG) |

| Olympische Spelen 1924 |
| ---------------------- |

|                                                                                 |          | |             |                                                                                          |
| 25 mei Olympische Spelen Eerste ronde № 54 «onderlinge duels» 14:30 uur (UTC+1) | Litouwen | 0 – 9 | Zwitserland | Stade Général Pershing, Parijs Toeschouwers: 8.110 Scheidsrechter: Antonio Scamoni (ITA) |
| 25 mei Olympische Spelen Eerste ronde № 54 «onderlinge duels» 14:30 uur (UTC+1) |          | 2' Paolo Sturzenegger 14' Walter Dietrich 41' Max Abegglen 43' Paolo Sturzenegger 50' Max Abegglen 58' Max Abegglen 63' (pen.) Rudolf Ramseyer 68' Paolo Sturzenegger 85' Paolo Sturzenegger |             | Stade Général Pershing, Parijs Toeschouwers: 8.110 Scheidsrechter: Antonio Scamoni (ITA) |

|                                                                                   |                         |       |                     |                                                                               |
| 28 mei Olympische Spelen Achtste finale № 55 «onderlinge duels» 17:00 uur (UTC+1) | Tsjecho-Slowakije       | 1 – 1 | Zwitserland         | Stade Bergeyre, Parijs Toeschouwers: 9.157 Scheidsrechter: Per Andersen (NOR) |
| 28 mei Olympische Spelen Achtste finale № 55 «onderlinge duels» 17:00 uur (UTC+1) | Rudolf Sloup 21' (pen.) |       | 79' Walter Dietrich | Stade Bergeyre, Parijs Toeschouwers: 9.157 Scheidsrechter: Per Andersen (NOR) |

|                                                                                   |                   |                  |             |                                                                                 |
| 30 mei Olympische Spelen Achtste finale № 56 «onderlinge duels» 17:00 uur (UTC+1) | Tsjecho-Slowakije | 0 – 1            | Zwitserland | Stade Bergeyre, Parijs Toeschouwers: 5.673 Scheidsrechter: Marcel Slawick (FRA) |
| 30 mei Olympische Spelen Achtste finale № 56 «onderlinge duels» 17:00 uur (UTC+1) |                   | 87' Robert Pache |             | Stade Bergeyre, Parijs Toeschouwers: 5.673 Scheidsrechter: Marcel Slawick (FRA) |

|                                                                                |                          |       |                                         |                                                                              |
| 2 juni Olympische Spelen Kwartfinale № 57 «onderlinge duels» 18:00 uur (UTC+1) | Italië                   | 1 – 2 | Zwitserland                             | Stade Bergeyre, Parijs Toeschouwers: 8.359 Scheidsrechter: Job Mutters (NED) |
| 2 juni Olympische Spelen Kwartfinale № 57 «onderlinge duels» 18:00 uur (UTC+1) | Giuseppe Della Valle 52' |       | 46' Paolo Sturzenegger 60' Max Abegglen | Stade Bergeyre, Parijs Toeschouwers: 8.359 Scheidsrechter: Job Mutters (NED) |

|                                                                                 |                 |       |                                   |                                                                                      |
| 5 juni Olympische Spelen Halve finale № 58 «onderlinge duels» 17:30 uur (UTC+1) | Zweden          | 1 – 2 | Zwitserland                       | Stade Olympique, Colombes Toeschouwers: 7.448 Scheidsrechter: Mihály Iváncsics (HUN) |
| 5 juni Olympische Spelen Halve finale № 58 «onderlinge duels» 17:30 uur (UTC+1) | Rudolf Kock 41' |       | 15' Max Abegglen 77' Max Abegglen | Stade Olympique, Colombes Toeschouwers: 7.448 Scheidsrechter: Mihály Iváncsics (HUN) |

|                                                                       |             |                                                 |         |                                                                                     |
| 9 juni Olympische Spelen Finale № 59 «onderlinge duels» 16:30 (UTC+1) | Zwitserland | 0 – 3                                           | Uruguay | Stade Olympique, Colombes Toeschouwers: 40.552 Scheidsrechter: Marcel Slawick (FRA) |
| 9 juni Olympische Spelen Finale № 59 «onderlinge duels» 16:30 (UTC+1) |             | 9' Pedro Petrone 65' Pedro Cea 82' Ángel Romano |         | Stade Olympique, Colombes Toeschouwers: 40.552 Scheidsrechter: Marcel Slawick (FRA) |

|  |  |  |  |  |  |  |  |  |

|                                                                         |                 |       |                     |                                                                                          |
| 14 december Vriendschappelijk № 60 «onderlinge duels» 14:00 uur (UTC+1) | Duitsland       | 1 – 1 | Zwitserland         | Stuttgarter Sport Club, Stuttgart Toeschouwers: 25.000 Scheidsrechter: Job Mutters (NED) |
| 14 december Vriendschappelijk № 60 «onderlinge duels» 14:00 uur (UTC+1) | Otto Harder 71' |       | 26' Walter Dietrich | Stuttgarter Sport Club, Stuttgart Toeschouwers: 25.000 Scheidsrechter: Job Mutters (NED) |

### 1925
|                                                                      |                                     |       |             |                                                                                      |
| 22 maart Vriendschappelijk № 61 «onderlinge duels» 15:30 uur (UTC+1) | Oostenrijk                          | 2 – 0 | Zwitserland | Hohe Wartestadion, Wenen Toeschouwers: 40.000 Scheidsrechter: Mihály Iváncsics (HUN) |
| 22 maart Vriendschappelijk № 61 «onderlinge duels» 15:30 uur (UTC+1) | Fritz Gschweidl 4' Hans Horvath 41' |       |             | Hohe Wartestadion, Wenen Toeschouwers: 40.000 Scheidsrechter: Mihály Iváncsics (HUN) |

|                                                                      |                                                                                              |       |             |                                                                                            |
| 25 maart Vriendschappelijk № 62 «onderlinge duels» 15:30 uur (UTC+1) | Hongarije                                                                                    | 5 – 0 | Zwitserland | Hungária Körúti Stadion, Boedapest Toeschouwers: 40.000 Scheidsrechter: Josip Fabris (YUG) |
| 25 maart Vriendschappelijk № 62 «onderlinge duels» 15:30 uur (UTC+1) | József Takács 14' György Molnár 43' György Molnár 79' (pen.) Rudolf Jeny 84' Rudolf Jeny 87' |       |             | Hungária Körúti Stadion, Boedapest Toeschouwers: 40.000 Scheidsrechter: Josip Fabris (YUG) |

|                                                                  |                                                                                |       |                   |                                                                                         |
| 19 april Vriendschappelijk № 63 «onderlinge duels» 16:00 (UTC+1) | Zwitserland                                                                    | 4 – 1 | Nederland         | Sportplatz Förrlibuck, Zürich Toeschouwers: 20.000 Scheidsrechter: Marcel Slawick (FRA) |
| 19 april Vriendschappelijk № 63 «onderlinge duels» 16:00 (UTC+1) | Paolo Sturzenegger 15' Oskar Hürzeler 28' Jean Abegglen 52' Oskar Hürzeler 67' |       | 2' Wout Buitenweg | Sportplatz Förrlibuck, Zürich Toeschouwers: 20.000 Scheidsrechter: Marcel Slawick (FRA) |

|                                                                |             |       |        |                                                                                                  |
| 24 mei Vriendschappelijk № 64 «onderlinge duels» 16:00 (UTC+1) | Zwitserland | 0 – 0 | België | Olympique de la Pontaise, Lausanne Toeschouwers: 16.000 Scheidsrechter: Heinrich Retschury (AUT) |
| 24 mei Vriendschappelijk № 64 «onderlinge duels» 16:00 (UTC+1) |             |       |        | Olympique de la Pontaise, Lausanne Toeschouwers: 16.000 Scheidsrechter: Heinrich Retschury (AUT) |

|                                                                    |             |                                                          |        |                                                                              |
| 1 juni Vriendschappelijk № 65 «onderlinge duels» 16:00 uur (UTC+1) | Zwitserland | 0 – 3                                                    | Spanje | Stadion Neufeld, Bern Toeschouwers: 20.000 Scheidsrechter: John Fowler (ENG) |
| 1 juni Vriendschappelijk № 65 «onderlinge duels» 16:00 uur (UTC+1) |             | 55' Juan Errazquin 70' Juan Errazquin 75' Juan Errazquin |        | Stadion Neufeld, Bern Toeschouwers: 20.000 Scheidsrechter: John Fowler (ENG) |

|                                                                        |             |                                                                     |           |                                                                                  |
| 25 oktober Vriendschappelijk № 66 «onderlinge duels» 14:45 uur (UTC+1) | Zwitserland | 0 – 4                                                               | Duitsland | Sportplatz Rankhof, Bazel Toeschouwers: 15.000 Scheidsrechter: Eugen Braun (AUT) |
| 25 oktober Vriendschappelijk № 66 «onderlinge duels» 14:45 uur (UTC+1) |             | 7' Otto Harder 42' Otto Harder 52' Otto Harder 74' Georg Hochgesang |           | Sportplatz Rankhof, Bazel Toeschouwers: 15.000 Scheidsrechter: Eugen Braun (AUT) |

|                                                                        |                                       |       |            |                                                                                    |
| 8 november Vriendschappelijk № 67 «onderlinge duels» 14:45 uur (UTC+1) | Zwitserland                           | 2 – 0 | Oostenrijk | Wankdorf Stadion, Bern Toeschouwers: 12.000 Scheidsrechter: Mihály Iváncsics (HUN) |
| 8 november Vriendschappelijk № 67 «onderlinge duels» 14:45 uur (UTC+1) | Max Abegglen 60' Raymond Passello 68' |       |            | Wankdorf Stadion, Bern Toeschouwers: 12.000 Scheidsrechter: Mihály Iváncsics (HUN) |

### 1926
|                                                                     |                                                                                       |       |             |                                                                                       |
| 28 maart Vriendschappelijk № 68 «onderlinge duels» 14:30 (UTC+1:20) | Nederland                                                                             | 5 – 0 | Zwitserland | Het Oude Stadion, Amsterdam Toeschouwers: 30.000 Scheidsrechter: Axel Bergqvist (SWE) |
| 28 maart Vriendschappelijk № 68 «onderlinge duels» 14:30 (UTC+1:20) | Kees Pijl 3' Eef Ruisch 15' Evert van Linge 32' (pen.) Eef Ruisch 38' Jan Gielens 86' |       |             | Het Oude Stadion, Amsterdam Toeschouwers: 30.000 Scheidsrechter: Axel Bergqvist (SWE) |

|                                                                      |                      |       |                   |                                                                                |
| 18 april Vriendschappelijk № 69 «onderlinge duels» 15:00 uur (UTC+1) | Zwitserland          | 1 – 1 | Italië            | Letzigrund, Zürich Toeschouwers: 20.000 Scheidsrechter: Mihály Iváncsics (HUN) |
| 18 april Vriendschappelijk № 69 «onderlinge duels» 15:00 uur (UTC+1) | Karl Ehrenbolger 19' |       | 8' Mario Magnozzi | Letzigrund, Zürich Toeschouwers: 20.000 Scheidsrechter: Mihály Iváncsics (HUN) |

|                                                                  |                  |       |             |                                                                                    |
| 25 april Vriendschappelijk № 70 «onderlinge duels» 15:00 (UTC+1) | Frankrijk        | 1 – 0 | Zwitserland | Stade Olympique, Colombes Toeschouwers: 15.000 Scheidsrechter: Bruno Bellini (ITA) |
| 25 april Vriendschappelijk № 70 «onderlinge duels» 15:00 (UTC+1) | Paul Nicolas 12' |       |             | Stade Olympique, Colombes Toeschouwers: 15.000 Scheidsrechter: Bruno Bellini (ITA) |

|                                                                   |                                                                 |       |                                      |                                                                                   |
| 9 mei Vriendschappelijk № 71 «onderlinge duels» 15:30 uur (UTC+1) | Italië                                                          | 3 – 2 | Zwitserland                          | Arena Civica, Milaan Toeschouwers: 25.000 Scheidsrechter: Albert Prince-Cox (ENG) |
| 9 mei Vriendschappelijk № 71 «onderlinge duels» 15:30 uur (UTC+1) | Giuseppe Della Valle 11' Angelo Schiavio 17' Giuseppe Della 38' |       | 49' Paolo Sturzenegger 57' Max Brand | Arena Civica, Milaan Toeschouwers: 25.000 Scheidsrechter: Albert Prince-Cox (ENG) |

|                                                                        | |       |                                |                                                                                 |
| 10 oktober Vriendschappelijk № 72 «onderlinge duels» 15:00 uur (UTC+1) | Oostenrijk | 7 – 1 | Zwitserland                    | Hohe Wartestadion, Wenen Toeschouwers: 19.027 Scheidsrechter: Ferenc Gerő (HUN) |
| 10 oktober Vriendschappelijk № 72 «onderlinge duels» 15:00 uur (UTC+1) | Johann Klima 3' Matthias Sindelar 13' Hans Horvath 14' Hans Horvath 42' Hans Horvath 55' Matthias Sindelar 56' Ferdinand Wesely 90' |       | 51' Aldo Poretti 57' Max Brand | Hohe Wartestadion, Wenen Toeschouwers: 19.027 Scheidsrechter: Ferenc Gerő (HUN) |

|                                                                         |                                      |       |                                              |                                                                                     |
| 12 december Vriendschappelijk № 73 «onderlinge duels» 14:00 uur (UTC+1) | Duitsland                            | 2 – 3 | Zwitserland                                  | Städtisches Stadion, München Toeschouwers: 40.000 Scheidsrechter: Job Mutters (NED) |
| 12 december Vriendschappelijk № 73 «onderlinge duels» 14:00 uur (UTC+1) | Georg Hochgesang 44' Karl Scherm 50' |       | 7' Max Brand 15' Max Weiler 83' Ernesto Fink | Städtisches Stadion, München Toeschouwers: 40.000 Scheidsrechter: Job Mutters (NED) |

### 1927
|                                                                        |                   |       | |                                                                                      |
| 30 januari Vriendschappelijk № 74 «onderlinge duels» 15:00 uur (UTC+1) | Zwitserland       | 1 – 5 | Italië                                                                                                  | Parc des Sports, Genève Toeschouwers: 15.000 Scheidsrechter: Albert Prince-Cox (ENG) |
| 30 januari Vriendschappelijk № 74 «onderlinge duels» 15:00 uur (UTC+1) | Walter Weiler 37' |       | 16' Adolfo Baloncieri 18' Julio Libonatti 34' Adolfo Baloncieri 40' Gino Rossetti 65' Adolfo Baloncieri | Parc des Sports, Genève Toeschouwers: 15.000 Scheidsrechter: Albert Prince-Cox (ENG) |

|                                                                      |                     |       |             |                                                                                        |
| 17 april Vriendschappelijk № 75 «onderlinge duels» 17:00 uur (UTC+1) | Spanje              | 1 – 0 | Zwitserland | Estadio El Sardinero, Santander Toeschouwers: 10.000 Scheidsrechter: Albert Fogg (ENG) |
| 17 april Vriendschappelijk № 75 «onderlinge duels» 17:00 uur (UTC+1) | Oscar Rodríguez 34' |       |             | Estadio El Sardinero, Santander Toeschouwers: 10.000 Scheidsrechter: Albert Fogg (ENG) |

|                                                                    |                 |       |                                                                                      |                                                                                      |
| 29 mei Vriendschappelijk № 76 «onderlinge duels» 15:00 uur (UTC+1) | Zwitserland     | 1 – 4 | Oostenrijk                                                                           | Sportplatz Förrlibuck, Zürich Toeschouwers: 15.000 Scheidsrechter: Job Mutters (NED) |
| 29 mei Vriendschappelijk № 76 «onderlinge duels» 15:00 uur (UTC+1) | Willy Jäggi 68' |       | 20' (e.d.) Edmond De Weck 40' Leopold Giebisch 48' (pen.) Josef Blum 84' Karl Jiszda | Sportplatz Förrlibuck, Zürich Toeschouwers: 15.000 Scheidsrechter: Job Mutters (NED) |

|                                                                        |                                             |       |                                |                                                                           |
| 6 november Vriendschappelijk № 77 «onderlinge duels» 14:30 uur (UTC+1) | Zwitserland                                 | 2 – 2 | Zweden                         | Letzigrund, Zürich Toeschouwers: 17.840 Scheidsrechter: Eugen Braun (AUT) |
| 6 november Vriendschappelijk № 77 «onderlinge duels» 14:30 uur (UTC+1) | Rudolf Ramseyer 20' (pen.) Max Abegglen 26' |       | 21' Sven Rydell 33' Knut Kroon | Letzigrund, Zürich Toeschouwers: 17.840 Scheidsrechter: Eugen Braun (AUT) |

### 1928
| |                                                            |       |                                   |                                                                                      |
| 1 januari Centraal-Europese Internationale Beker 1927-1930 № 78 «onderlinge duels» 14:30 uur (UTC+1) | Italië                                                     | 3 – 2 | Zwitserland                       | Stadio Luigi Ferraris, Genua Toeschouwers: 28.000 Scheidsrechter: Stanley Rous (ENG) |
| 1 januari Centraal-Europese Internationale Beker 1927-1930 № 78 «onderlinge duels» 14:30 uur (UTC+1) | Julio Libonatti 10' Julio Libonatti 58' Mario Magnozzi 68' |       | 38' Max Abegglen 60' Max Abegglen | Stadio Luigi Ferraris, Genua Toeschouwers: 28.000 Scheidsrechter: Stanley Rous (ENG) |

|                                                                  |                                                                     |       |                                                       |                                                                                  |
| 11 maart Vriendschappelijk № 79 «onderlinge duels» 15:00 (UTC+1) | Zwitserland                                                         | 4 – 3 | Frankrijk                                             | Stade Olympique, Lausanne Toeschouwers: 18.000 Scheidsrechter: Job Mutters (NED) |
| 11 maart Vriendschappelijk № 79 «onderlinge duels» 15:00 (UTC+1) | Willy Jäggi 18' Willy Jäggi 22' Jacques Romberg 40' Willy Jäggi 49' |       | 61' Guillaume Lieb 80' Pierre Seyler 89' Paul Nicolas | Stade Olympique, Lausanne Toeschouwers: 18.000 Scheidsrechter: Job Mutters (NED) |

|                                                                      |                                 |       |                                                            |                                                                               |
| 15 april Vriendschappelijk № 80 «onderlinge duels» 15:00 uur (UTC+1) | Zwitserland                     | 2 – 3 | Duitsland                                                  | Stadion Neufeld, Bern Toeschouwers: 16.000 Scheidsrechter: Stanley Rous (ENG) |
| 15 april Vriendschappelijk № 80 «onderlinge duels» 15:00 uur (UTC+1) | Willy Jäggi 78' Willy Jäggi 81' |       | 18' Richard Hofmann 47' Josef Pöttinger 61' Ernst Albrecht | Stadion Neufeld, Bern Toeschouwers: 16.000 Scheidsrechter: Stanley Rous (ENG) |

|                                                               |                                       |       |                  |                                                                                  |
| 6 mei Vriendschappelijk № 81 «onderlinge duels» 15:00 (UTC+1) | Zwitserland                           | 2 – 1 | Nederland        | Sportplatz Rankhof, Bazel Toeschouwers: 20.000 Scheidsrechter: Eugen Braun (AUT) |
| 6 mei Vriendschappelijk № 81 «onderlinge duels» 15:00 (UTC+1) | Gaston Tschirren 44' Max Abegglen 46' |       | 41' Felix Smeets | Sportplatz Rankhof, Bazel Toeschouwers: 20.000 Scheidsrechter: Eugen Braun (AUT) |

| Olympische Spelen 1928 |
| ---------------------- |

|                                                                       |                                                                                |       |             |                                                                                       |
| 28 mei Olympische Spelen № 82 «onderlinge duels» 14:00 uur (UTC+1:20) | Duitsland                                                                      | 4 – 0 | Zwitserland | Olympisch Stadion, Amsterdam Toeschouwers: 16.158 Scheidsrechter: Willem Eymers (NED) |
| 28 mei Olympische Spelen № 82 «onderlinge duels» 14:00 uur (UTC+1:20) | Richard Hofmann 17' Josef Hornauer 42' Richard Hofmann 75' Richard Hofmann 85' |       |             | Olympisch Stadion, Amsterdam Toeschouwers: 16.158 Scheidsrechter: Willem Eymers (NED) |

|  |  |  |  |  |  |  |  |  |

|                                                                                                   |                                |       |                                                           |                                                                                      |
| 14 oktober Centraal-Europese Internationale Beker 1927-1930 № 83 «onderlinge duels» 15:00 (UTC+1) | Zwitserland                    | 2 – 3 | Italië                                                    | Sportplatz Förrlibuck, Zürich Toeschouwers: 20.000 Scheidsrechter: Eugen Braun (AUT) |
| 14 oktober Centraal-Europese Internationale Beker 1927-1930 № 83 «onderlinge duels» 15:00 (UTC+1) | Max Abegglen 2' Rene Grimm 85' |       | 17' Gino Rossetti 30' Gino Rossetti 80' Adolfo Baloncieri | Sportplatz Förrlibuck, Zürich Toeschouwers: 20.000 Scheidsrechter: Eugen Braun (AUT) |

|                                                                                             |                                          |       |             |                                                                                  |
| 28 oktober Centraal-Europese Internationale Beker № 84 «onderlinge duels» 14:45 uur (UTC+1) | Oostenrijk                               | 2 – 0 | Zwitserland | Hohe Wartestadion, Wenen Toeschouwers: 38.447 Scheidsrechter: Peco Bauwens (GER) |
| 28 oktober Centraal-Europese Internationale Beker № 84 «onderlinge duels» 14:45 uur (UTC+1) | Hans Tandler 25' Hans Tandler 29' (pen.) |       |             | Hohe Wartestadion, Wenen Toeschouwers: 38.447 Scheidsrechter: Peco Bauwens (GER) |

| |                                                      |       |                          |                                                                               |
| 1 november Centraal-Europese Internationale Beker 1927-1930 № 85 «onderlinge duels» 14:30 uur (UTC+1) | Hongarije                                            | 3 – 1 | Zwitserland              | Üllői út, Boedapest Toeschouwers: 20.000 Scheidsrechter: Albino Carraro (ITA) |
| 1 november Centraal-Europese Internationale Beker 1927-1930 № 85 «onderlinge duels» 14:30 uur (UTC+1) | József Turay 36' Ferenc Hirzer 49' Albert Ströck 53' |       | 78' (pen.) Walter Weiler | Üllői út, Boedapest Toeschouwers: 20.000 Scheidsrechter: Albino Carraro (ITA) |

### 1929
|                                                                         | |       |                  |                                                                                          |
| 10 februari Vriendschappelijk № 86 «onderlinge duels» 15:00 uur (UTC+1) | Duitsland | 7 – 1 | Zwitserland      | Mannheimer Stadion, Mannheim Toeschouwers: 30.000 Scheidsrechter: Lauritz Andersen (DEN) |
| 10 februari Vriendschappelijk № 86 «onderlinge duels» 15:00 uur (UTC+1) | Georg Frank 8' Johannes Sobeck 23' Georg Frank 45' Josef Pöttinger 57' Georg Frank 61' Georg Frank 72' Johannes Sobeck 83' |       | 74' Max Abegglen | Mannheimer Stadion, Mannheim Toeschouwers: 30.000 Scheidsrechter: Lauritz Andersen (DEN) |

|                                                                  |                                                                     |       |                                   |                                                                                    |
| 17 maart Vriendschappelijk № 87 «onderlinge duels» 14:30 (UTC+1) | Nederland                                                           | 3 – 2 | Zwitserland                       | Olympisch Stadion, Amsterdam Toeschouwers: 20.000 Scheidsrechter: Otto Remke (DEN) |
| 17 maart Vriendschappelijk № 87 «onderlinge duels» 14:30 (UTC+1) | Rudolf Ramseyer 42' (e.d.) Beb Bakhuijs 43' Dolf van Kol 51' (pen.) |       | 59' André Abegglen 65' Rene Grimm | Olympisch Stadion, Amsterdam Toeschouwers: 20.000 Scheidsrechter: Otto Remke (DEN) |

| |                                                                      |       |                                                                                             |                                                                                |
| 14 april Centraal-Europese Internationale Beker 1927-1930 № 88 «onderlinge duels» 15:00 uur (UTC+1) | Zwitserland                                                          | 4 – 5 | Hongarije                                                                                   | Wankdorf Stadion, Bern Toeschouwers: 19.000 Scheidsrechter: Stanley Rous (ENG) |
| 14 april Centraal-Europese Internationale Beker 1927-1930 № 88 «onderlinge duels» 15:00 uur (UTC+1) | Max Weiler 2' André Abegglen 26' André Abegglen 66' Max Abegglen 78' |       | 8' (e.d.) Georg Widmer 51' József Takács 56' Géza Toldi 73' Ferenc Hirzer 76' József Takács | Wankdorf Stadion, Bern Toeschouwers: 19.000 Scheidsrechter: Stanley Rous (ENG) |

|                                                                                                  |                  |       |                                                                    |                                                                                  |
| 5 mei Centraal-Europese Internationale Beker 1927-1930 № 89 «onderlinge duels» 15:00 uur (UTC+1) | Zwitserland      | 1 – 4 | Tsjecho-Slowakije                                                  | Stade Olympique, Lausanne Toeschouwers: 20.000 Scheidsrechter: Eugen Braun (AUT) |
| 5 mei Centraal-Europese Internationale Beker 1927-1930 № 89 «onderlinge duels» 15:00 uur (UTC+1) | Max Abegglen 74' |       | 22' Karel Podrazil 23' Josef Silný 80' Antonín Puč 85' Josef Silný | Stade Olympique, Lausanne Toeschouwers: 20.000 Scheidsrechter: Eugen Braun (AUT) |

| |                                                                                                |       |             |                                                                                  |
| 6 oktober Centraal-Europese Internationale Beker 1927-1930 № 90 «onderlinge duels» 15:30 uur (UTC+1) | Tsjecho-Slowakije                                                                              | 5 – 0 | Zwitserland | Letenský Stadion, Praag Toeschouwers: 17.000 Scheidsrechter: John Langenus (BEL) |
| 6 oktober Centraal-Europese Internationale Beker 1927-1930 № 90 «onderlinge duels» 15:30 uur (UTC+1) | Antonín Puč 17' Josef Kratochvíl 18' František Svoboda 36' František Junek 64' Antonín Puč 81' |       |             | Letenský Stadion, Praag Toeschouwers: 17.000 Scheidsrechter: John Langenus (BEL) |

| |                      |       |                                                    |                                                                                |
| 27 oktober Centraal-Europese Internationale Beker 1927-1930 № 91 «onderlinge duels» 15:00 uur (UTC+1) | Zwitserland          | 1 – 3 | Oostenrijk                                         | Wankdorf Stadion, Bern Toeschouwers: 16.000 Scheidsrechter: Per Andersen (NOR) |
| 27 oktober Centraal-Europese Internationale Beker 1927-1930 № 91 «onderlinge duels» 15:00 uur (UTC+1) | Raymond Passello 45' |       | 25' Karl Stoiber 62' Hans Horvath 84' Anton Schall | Wankdorf Stadion, Bern Toeschouwers: 16.000 Scheidsrechter: Per Andersen (NOR) |

België · Bulgarije · Denemarken · Duitsland · Engeland · Estland · Finland · Frankrijk · Griekenland · Hongarije · Ierland · Italië · Joegoslavië · Letland · Litouwen · Luxemburg · Nederland · Noord-Ierland · Noorwegen · Oostenrijk · Polen · Portugal · Roemenië · Schotland · Sovjet-Unie · Spanje · Tsjecho-Slowakije · Turkije · Wales · Zweden · Zwitserland
SFV · A-internationals · Selecties · Bondscoaches · Zwitsers vrouwenelftal · Olympisch elftal · Zwitserland U21 · Zwitserland U19 · Zwitserland U18 · Zwitserland U17 · Zwitserland U16 · Vrouwen U17
1905 – 1919 · 
1920 – 1929 · 
1930 – 1939 · 
1940 – 1949 · 
1950 – 1959 · 
1960 – 1969 · 
1970 – 1979 · 
1980 – 1989 · 
1990 – 1999 · 
2000 – 2009 · 
2010 – 2019 · 
2020 – 2029
EK's: 1996 · 
2004 · 
2008 · 
2016 · 
2020 · 
2024
WK's: 1934 · 
1938 · 
1950 · 
1954 · 
1962 · 
1966 · 
1994 · 
2006 · 
2010 · 
2014 · 
2018 · 
2022
OS: 1924 · 
1928 · 
2012
1905 · 
1906 · 1907 · 
1908 · 
1909 · 
1910 · 
1911 · 
1912 · 
1913 · 
1914 · 
1915 · 
1916 · 
1917 · 
1918 · 
1919 · 
1920 · 
1921 · 
1922 · 
1923 · 
1924 · 
1925 · 
1926 · 
1927 · 
1928 · 
1929 · 
1930 · 
1931 · 
1932 · 
1933 · 
1934 · 
1935 · 
1936 · 
1937 · 
1938 · 
1939 · 
1940 · 
1941 · 
1942 · 
1943 · 
1944 · 
1945 · 
1946 · 
1947 · 
1948 · 
1949 · 
1950 · 
1952 ·
1952 · 
1953 · 
1954 · 
1955 · 
1956 · 
1957 · 
1958 · 
1959 · 
1960 · 
1961 · 
1962 · 
1963 · 
1964 · 
1965 · 
1966 · 
1967 · 
1968 · 
1969 · 
1970 · 
1971 · 
1972 · 
1973 · 
1974 · 
1975 · 
1976 · 
1977 ·
1978 · 
1979 · 
1980 · 
1981 · 
1982 · 
1983 · 
1984 · 
1985 · 
1986 · 
1987 · 
1988 · 
1989 · 
1990 ·
1991 · 
1992 · 
1993 · 
1994 ·
1995 · 
1996 · 
1997 · 
1998 · 
1999 · 
2000 · 
2001 · 
2002 · 
2003 · 
2004 · 
2005 · 
2006 · 
2007 · 
2008 · 
2009 · 
2010 · 
2011 · 
2012 · 
2013 ·
2014 ·
2015 ·
2016 ·
2017 ·
2018 ·
2019 ·
2020 ·
2021 ·
2022
Albanië ·
Algerije · 
Andorra · 
Argentinië ·
Australië ·
Azerbeidzjan ·
België ·
Bolivia ·
Bosnië en Herzegovina ·
Brazilië ·
Bulgarije ·
Canada ·
Chili ·
China ·
Colombia ·
Costa Rica ·
Cyprus ·
Denemarken ·
DDR ·
Duitsland ·
Ecuador ·
Egypte ·
Engeland · 
Estland ·
Faeröer ·
Finland ·
Frankrijk ·
Georgië ·
Ghana ·
Gibraltar ·
Griekenland ·
Honduras ·
Hongarije ·
Hongkong ·
Ierland ·
IJsland ·
Israël ·
Italië ·
Ivoorkust ·
Jamaica ·
Japan ·
Joegoslavië ·
Kameroen ·
Kenia ·
Kosovo ·
Kroatië ·
Letland ·
Liechtenstein ·
Litouwen ·
Luxemburg ·
Malta ·
Marokko ·
Mexico ·
Moldavië ·
Montenegro ·
Nederland ·
Nigeria ·
Noord-Ierland ·
Noorwegen ·
Oekraïne ·
Oman ·
Oostenrijk ·
Panama ·
Peru ·
Polen ·
Portugal ·
Qatar ·
Roemenië ·
Rusland ·
Saarland ·
San Marino ·
Schotland ·
Servië ·
Slovenië ·
Slowakije ·
Sovjet-Unie · 
Spanje ·
Togo ·
Tsjechië ·
Tsjecho-Slowakije ·
Tunesië ·
Turkije ·
Uruguay ·
Venezuela ·
VA Emiraten ·
Verenigde Staten ·
Wales ·
Wit-Rusland ·
Zimbabwe ·
Zuid-Korea ·
Zweden
Albanië (2016) ·
Argentinië (2014) ·
Brazilië (2018) ·
Chili (2010) ·
Costa Rica (2018) ·
Ecuador (2014) ·
Frankrijk (2006) ·
Frankrijk (2014) ·
Frankrijk (2016) ·
Frankrijk (2021) ·
Honduras (2010) · 
Honduras (2014) · 
Italië (2021) · 
Oekraïne (2006) ·
Portugal (2008)  · 
Portugal (2022) · 
Roemenië (2016) · 
Servië (2018) ·
Spanje (2010) ·
Spanje (2021) ·
Togo (2006) ·
Tsjechië (2008) ·
Turkije (2008) ·
Turkije (2021) ·
Wales (2021) ·
Zuid-Korea (2006) ·
Zweden (2018)